# Poupée mannequin

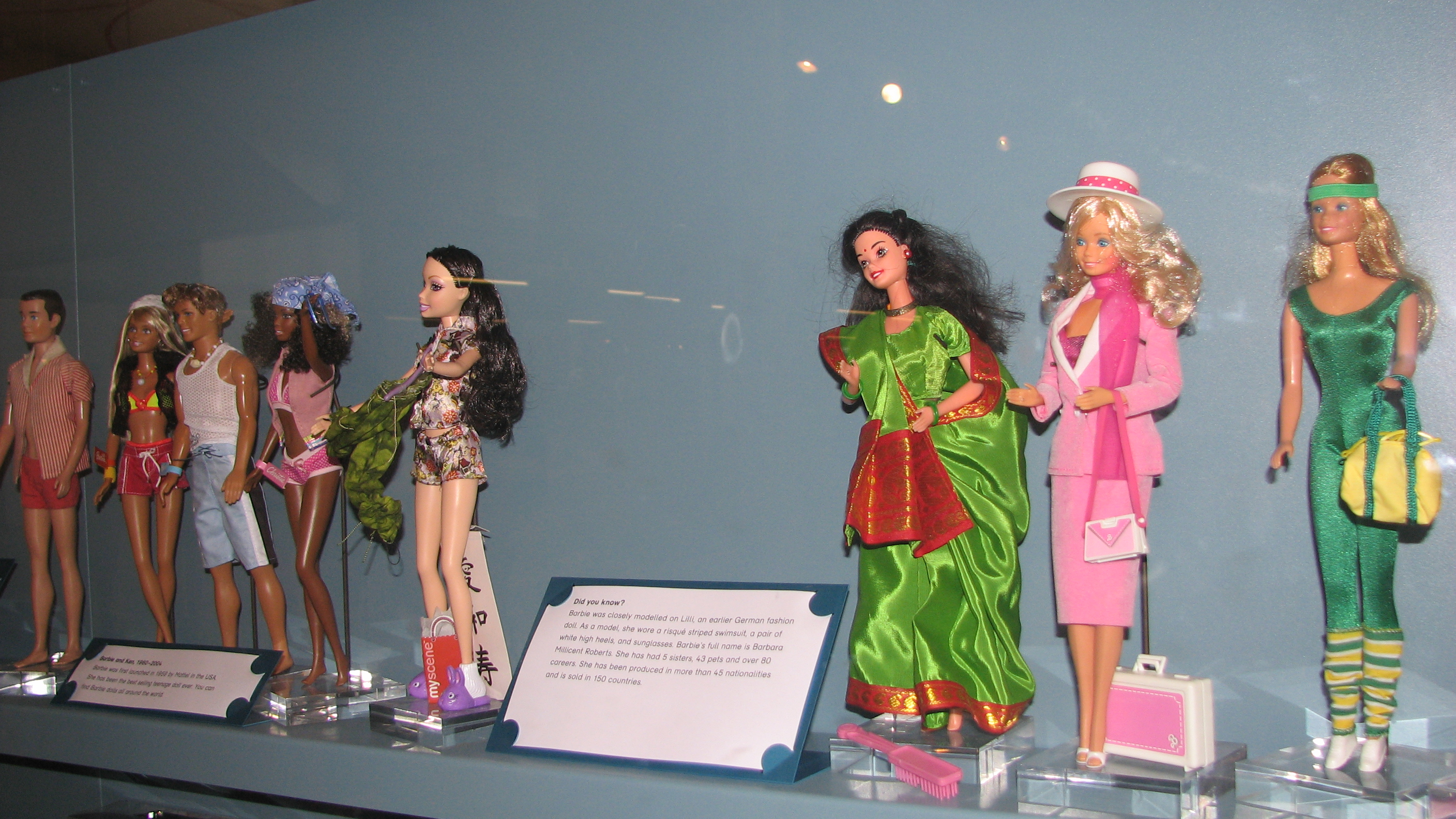
Poupées Barbie au Musée de l'enfance de Londres

Les poupées mannequins sont des poupées articulées mesurant généralement 25 centimètres et conçues pour être habillées avec des vêtements de mode.
Ces poupées sont typiquement en plastique ou en vinyle et peuvent être vendues comme jouets ou directement comme objets de collection. Ces poupées ont au départ reproduit les proportions réalistes stéréotypées de la femme adulte des années 50 (c'est le cas de Barbie), mais d'autres modèles peuvent représenter des adolescentes ou avoir des proportions plus fantaisistes (comme les Bratz).
Ces poupées mannequins se rapprochent des figurines articulées. Comme leur nom l'indique, ces dernières sont pourvues de membres articulées qui permettent de modifier plus aisément leur posture.

## Histoire

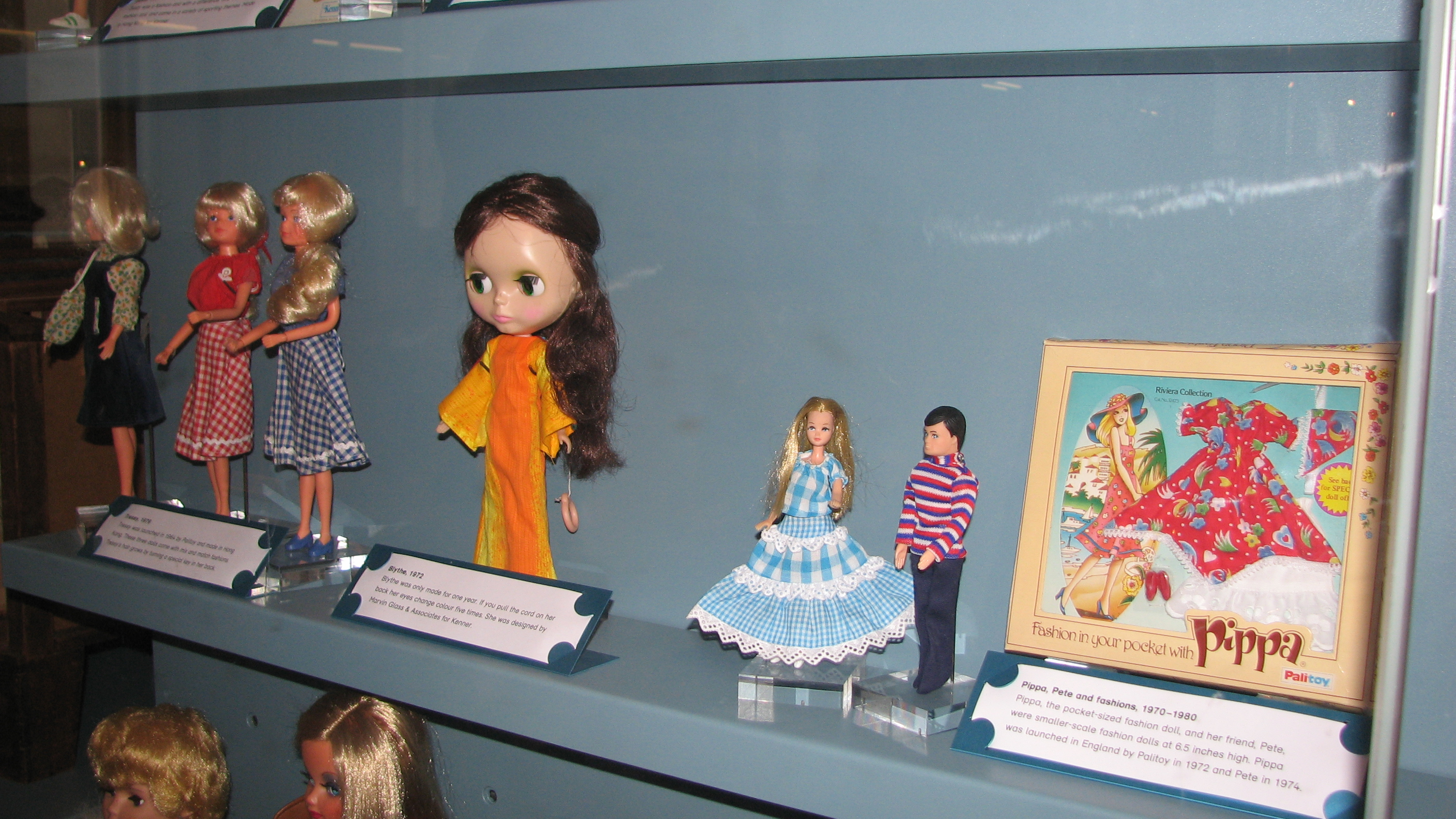
Poupées Pippa, Blythe et Tressy

En Allemagne, le 12 août 1955, le journal Bild Zeitung lance avec l'aide de la société Hausser Co un nouveau genre de poupée : la poupée à silhouette adulte et à trousseau. La première poupée mannequin vient de naître, elle s'appelle Lilli (aussi surnommée Bild Lilli). Fabriquée en plastique dur, elle est articulée et son visage est maquillé. Elle connaît un vif succès. Lors d'un voyage en Europe, Ruth Handler décide de s'inspirer de cette poupée et conçoit en 1958 la célèbre poupée Barbie. Dès sa création, elle connaît un succès inégalé à ce jour. À travers les années, son visage et son corps sont plusieurs fois modifiés pour s'adapter aux goûts de chaque génération. De nombreux accessoires (véhicules, maisons, cuisine, animaux etc.), vêtements, petit-ami (Ken), famille (Skipper) et amis sont créés pour l'entourer.
Pour concurrencer Barbie, les grandes entreprises européennes de fabrication de poupées sortent leurs propres modèles. En Allemagne, si Lilli ne résiste pas à sa grande rivale américaine (la production cesse en 1961), la société Plasty lance en 1964 la poupée Petra qui va perdurer pendant deux décennies. Fabriquée à un coût plus modeste que Barbie, elle est moins sophistiquée mais son prix de vente lui permet d'attirer sa clientèle.
En Grande-Bretagne, la poupée Sindy de Pedigree Soft Toy apparaît en 1963 avec l'accroche publicitaire « The doll you love to dress » (« La poupée que l'on adore habiller »). Elle est distribuée en France à partir de 1964 par la société Meccano et s'accompagne de multiples habillages et accessoires. Certaines de ses tenues sont d'authentiques créations de célèbres stylistes anglais, comme David et Elisabeth Emanuel qui ont à leur actif la robe de mariée de la princesse Diana. En 1987, après la cessation d'activité de Pedigree, Sindy est rachetée par la société Hasbro qui la commercialise sous de nouveaux corps et visage avec une nouvelle accroche publicitaire « New look city girl ».
De même, en 1973, la styliste anglaise Mary Quant, créatrice de la minijupe, lance en association avec la société Fair Toys la poupée Daisy. Elle sera commercialisée jusqu'en 1983 et distribuée en France par la société Raynal. Selon l'accroche publicitaire, Daisy est « The best dressed doll in the world » (« La poupée la mieux habillée au monde »). À la même époque, la société Palitoy produit une poupée-mannequin de taille plus réduite (17 cm) nommée Pippa. Distribuée en France par la société Meccano, elle possède une impressionnante garde-robe : durant les années 70, 48 nouveaux vêtements sortent par an. 
En Espagne, la société Famosa rencontre durant une quinzaine d'années un beau succès avec la poupée Nancy. De taille plus grande (40 cm) qu'une poupée mannequin standard, Nancy est commercialisée durant les années 70-80 avec des vêtements plus proches de ceux d'une adolescente, que les tenues plus adultes que confectionne Mattel pour Barbie.
En 2010, Mattel sort la franchise Monster High, poupées représentant des adolescents de 14 (le personnage de Howleen Wolf) à 5892 ans (le personnage de Cléo De Nile), fils et filles de monstres connus adaptés de la littérature fantastique, abandonnant le vieux comportement de leurs parents célèbres pour adopter un look « branché ». Au départ réservé aux petites filles avec un marketing très préado (site web, webisodes, films…), la franchise trouve néanmoins succès et engouement auprès des adolescents et des adultes, la marque va alors attirer un second public avec des exclusivités (C'est le cas de la poupée de Catrine DeMew, vendue que dans la chaîne de magasins Walmart et son équivalent anglais Argos) et des poupées vendues plus tard que d'autres et/ou en de plus faibles quantité : Monster High connait un meilleur succès que prévu.
En 2012, MGA Entertaiment sort, quant à eux, les Novi Stars : ce sont des jeunes filles originaires d'une autre galaxie partant sur Terre pour devenir comme les humains.